# Kensington
Kensington este un cartier în vestul Londrei, în cadrul burgului londonez Kensington and Chelsea, la aproximativ 4,5 km vest de Charing Cross. O zonă cu oameni înstăriți și dens populată, inima sa comercială este Kensington High Street, conținând binele cunoscute muzee din South Kensington.
La nord, Kensington se învecinează cu Notting Hill, la est cu Brompton și Knightsbridge, la sud cu Chelsea și Earl's Court, la vest cu Hammersmith și Shepherd's Bush.
Numele său provine din engleza veche Cēnsiginga tūn = "Satul oamenilor lui Keen-Victory".

## Vezi și
- Muzeul de Istorie Naturală din Londra